# Грифон
Грифон (грч. Gryps, лат. Griphus) је митско чудовиште са телом лава и главом, крилима и канџама орла, пореклом са Истока, највероватније са територије древних Скита. Чувар гробова и ризница, грифон је чест мотив архитектонске и вајане и сликане декорације у Старом веку и ренесанси.

## Митологија
Најстарије представе ових фантастичних бића познате су из Египта, Вавилона, Месопотамије, Асирије, Хетитског царства, Персије, Феникије и Јудеје, а одатле су стигле у Грчку, најпре на Крит. На Криту су се појављивали на уметничким предметима из 17. и 16. века п. н. е., у Спарти у 8. и 7. веку п. н. е. и у Риму.
Могло је бити женско и мушко, а постојале су и различите комбинације: лављи труп и птичја, односно људска глава.
У Грчкој је углавном представљен као чудовиште женског пола, а најпознатије је Сфинга. У Месопотамији и Персији преовладао је лављи тип - комбинација лављег трупа и главе бика или човека, а у Египту тип - тело лава и глава птице грабљивице, шкорпиона и човека, змаја и слично.
Најпознатији представници били су сируши „вавилонски змајеви“ и керубиони, крилати бикови-стражари с људском главом.
Грифон се сматрао опасним демоном који је био слуга богова, а временом је губио свој хтонски карактер и претворио се у симбол мудрости, снаге и храбрости.

## О Грифону
И књижевности се први пут помиње у коментару Хесиодовог дела, а први опис дао је Херодот у првој половини 5. века пре нове ере. Описујући га као чудовиште с лављим телом, орловским крилима и канџама, који живи негде далеко на северу Азије, где чува богата налазишта злата од једнооких Арисмапана.
Есхил грифоне назива "Зевсовим псима“ и описује их као псе са птичјим кљуном који не лају.